# 新旭駅

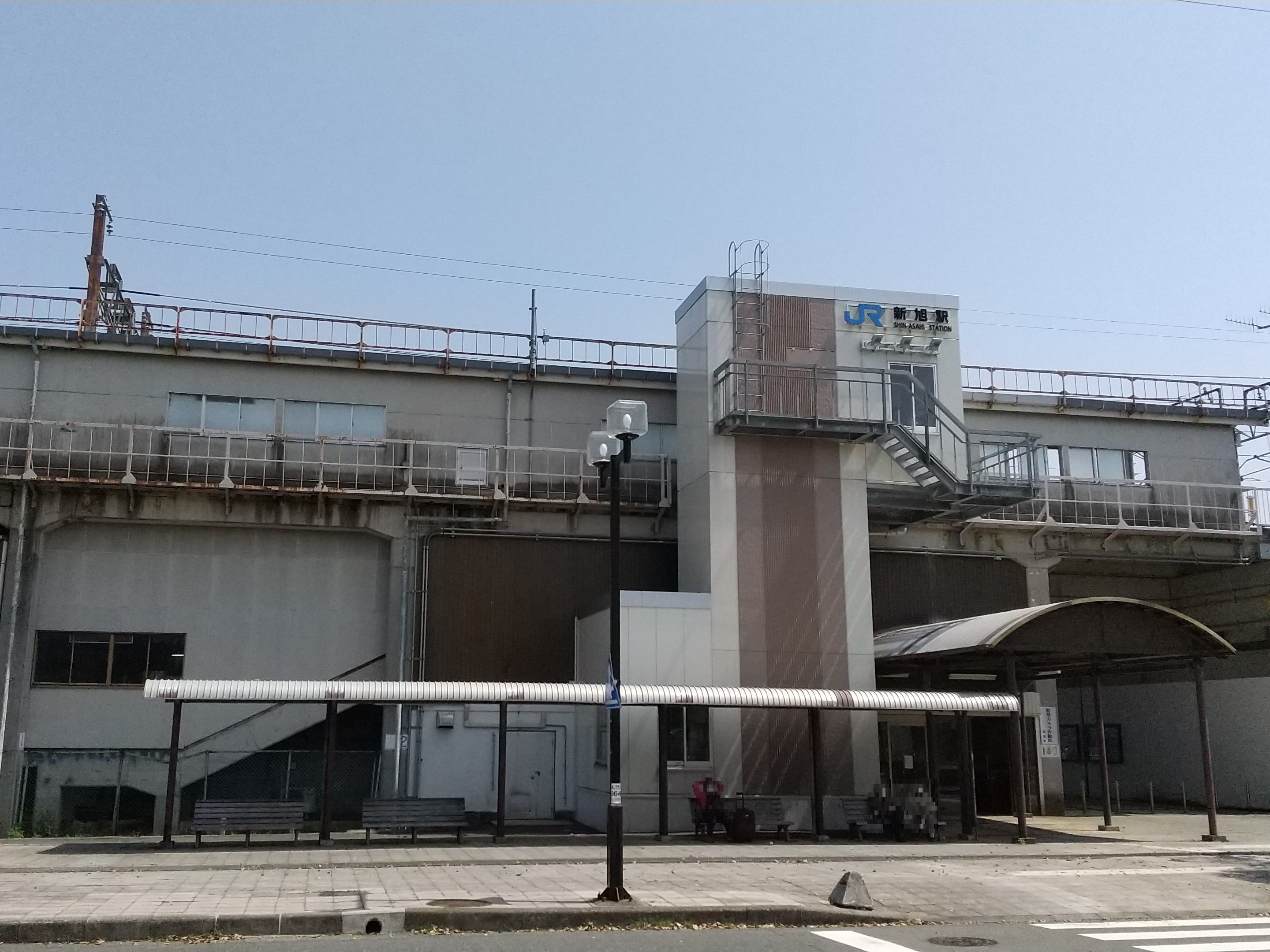
駅舎（西口、2023年4月）

新旭駅（しんあさひえき）は、滋賀県高島市新旭町旭にある、西日本旅客鉄道（JR西日本）湖西線の駅である。駅番号はJR-B15。

## 歴史
- 1974年（昭和49年）7月20日：日本国有鉄道湖西線の開通と同時に開業[2]。旅客のみを取り扱う駅員無配置駅[3]。
- 1982年（昭和57年）4月：有人駅となる[4]。
- 1987年（昭和62年）4月1日：国鉄分割民営化により、西日本旅客鉄道の駅となる[5]。
- 2006年（平成18年）10月21日：ICカード「ICOCA」の利用が可能となる。ICカード専用簡易改札機で対応。
- 2009年（平成21年）7月1日：アーバンネットワーク各駅共通で当駅も終日全面禁煙化。
- 2011年（平成23年）3月12日：ダイヤ改正に伴い、快速列車の停車駅となる。これにより、ホームが12両編成停車対応に延伸される。
- 2018年（平成30年）3月17日：駅ナンバリングが導入され、使用を開始。

## 駅構造
相対式ホーム2面2線を持つ高架駅になっている。分岐器や絶対信号機を持たないため、停留所に分類される。ホーム有効長の延長工事で、現在は12両編成の新快速が停車できるようになった（以前は新快速停車駅では唯一12両編成が停車できなかった）。改札口は1か所のみ。
堅田駅が管理し、JR西日本交通サービスが駅業務を受託する業務委託駅であり、朝と夜間は無人となる。ICOCA利用可能駅（相互利用可能ICカードはICOCAの項を参照）であるが自動改札機はなく、利用時には改札口備え付けのカードリーダーを使うことになる。
駅前にバリアフリーの公衆トイレがある。

### のりば
| のりば | 路線   | 方向 | 行先               |
| ------ | ------ | ---- | ------------------ |
| 1      | 湖西線 | 下り | 近江今津・敦賀方面 |
| 2      | 湖西線 | 上り | 堅田・京都方面     |

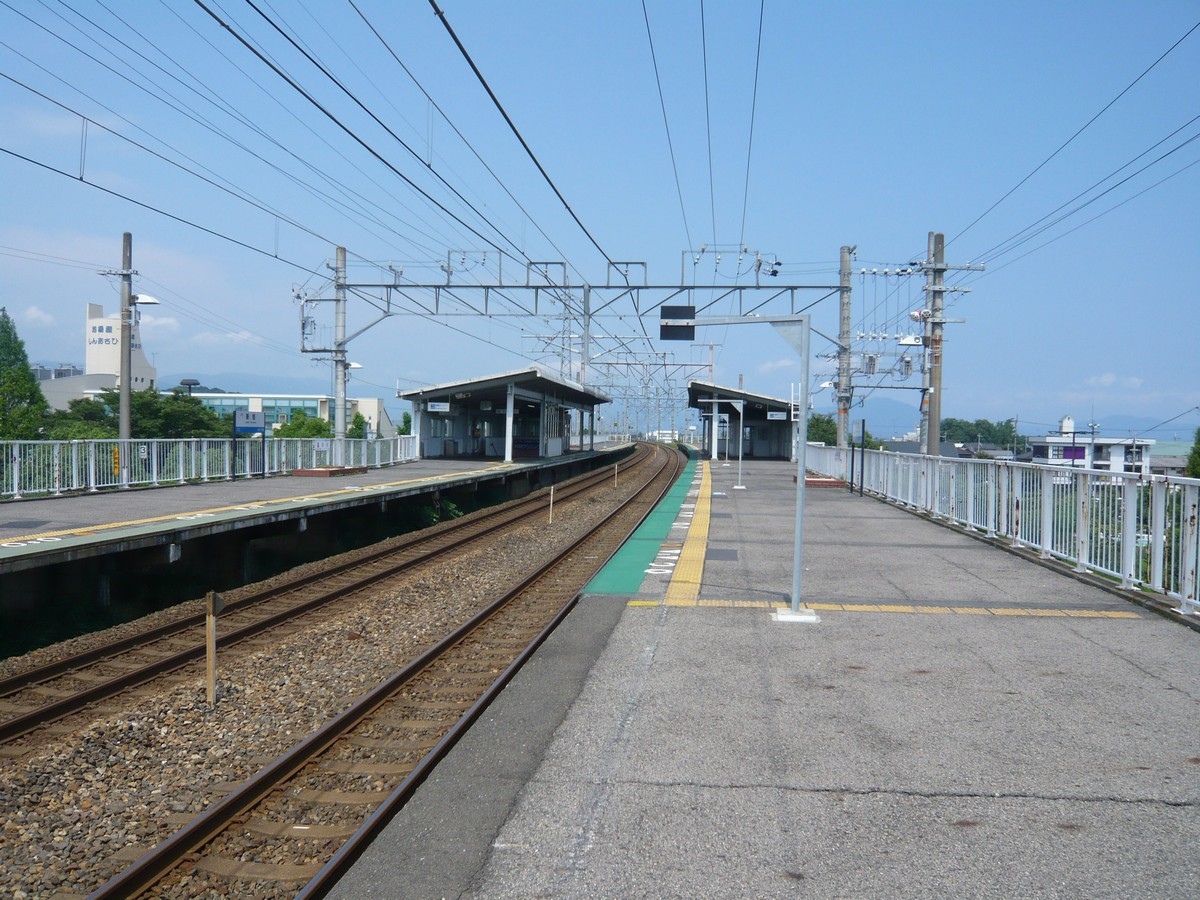
ホーム（2007年8月）

## 利用状況
「滋賀県統計書」によると、1日平均の乗車人員は以下の通りである。JR西日本の移動等円滑化取組報告書によれば、2023年度の1日当たりの利用者数は2,082人。
| 年度   | 1日平均 乗車人員 | 出典        |
| ------ | ---------------- | ----------- |
| 1992年 | 975              | [ 統計 2 ]  |
| 1993年 | 984              | [ 統計 3 ]  |
| 1994年 | 1,003            | [ 統計 4 ]  |
| 1995年 | 1,009            | [ 統計 5 ]  |
| 1996年 | 1,068            | [ 統計 6 ]  |
| 1997年 | 1,077            | [ 統計 7 ]  |
| 1998年 | 1,060            | [ 統計 8 ]  |
| 1999年 | 1,077            | [ 統計 9 ]  |
| 2000年 | 1,089            | [ 統計 10 ] |
| 2001年 | 1,122            | [ 統計 11 ] |
| 2002年 | 1,147            | [ 統計 12 ] |
| 2003年 | 1,129            | [ 統計 13 ] |
| 2004年 | 1,159            | [ 統計 14 ] |
| 2005年 | 1,144            | [ 統計 15 ] |
| 2006年 | 1,116            | [ 統計 16 ] |
| 2007年 | 1,096            | [ 統計 17 ] |
| 2008年 | 1,126            | [ 統計 18 ] |
| 2009年 | 1,079            | [ 統計 19 ] |
| 2010年 | 1,075            | [ 統計 20 ] |
| 2011年 | 1,087            | [ 統計 21 ] |
| 2012年 | 1,152            | [ 統計 22 ] |
| 2013年 | 1,169            | [ 統計 23 ] |
| 2014年 | 1,144            | [ 統計 24 ] |
| 2015年 | 1,158            | [ 統計 25 ] |
| 2016年 | 1,161            | [ 統計 26 ] |
| 2017年 | 1,154            | [ 統計 27 ] |
| 2018年 | 1,155            | [ 統計 28 ] |
| 2019年 | 1,129            | [ 統計 29 ] |
| 2020年 | 886              | [ 統計 30 ] |
| 2021年 | 918              | [ 統計 31 ] |
| 2022年 | 998              | [ 統計 32 ] |

## 駅周辺
高島市役所の最寄り駅であるが、官公庁の中心は隣の近江今津駅の周辺である。
湖西線開通時に新儀村と饗庭村の境界付近、江若鉄道新旭駅跡と饗庭駅跡の中間に設置された。国道161号（高島バイパス）は駅東側を、滋賀県道558号高島大津線は駅西側を、滋賀県道301号藁園熊野本線は駅北側を、滋賀県道38号太田安井川線は駅南側を通る。なお、駅のすぐ南側を東西に貫く道路には「マロニエ通り」という愛称が付いているが、国道や滋賀県道には属していない。
東口
- 高島市役所[1]
- 新旭体育館
- 新旭武道館
- 高島地場産センター
- 高島市立湖西中学校
- 阿弥陀寺

西口
- 高島市観光物産プラザ[7]
- JAレーク滋賀やすらぎ新旭ホール
- 高島警察署新旭駐在所
- 熊野本遺跡
- 新旭郵便局
- 新旭森林スポーツ公園[8]

## バス路線
駅西口のロータリー内に「新旭駅」停留所があり、下記の各路線が発着する。バス・タクシーの路線は旧新旭町内を循環運行することを基本としているが、旧安曇川町へ乗り入れる路線もある。なお、カッコ内の事業者名は路線の運行委託先である。
| 新旭駅                                  | 新旭駅                   | 新旭駅                         |
| 運行事業者                              | 系統または路線名・行先   | 備考                           |
| --------------------------------------- | ------------------------ | ------------------------------ |
| 高島市コミュニティバス （江若交通）     | 森線：新旭駅             | 310系統：土曜・日曜・祝日運休  |
| 高島市コミュニティバス （江若交通）     | 新旭西循環線：新旭駅     | 314系統                        |
| 高島市コミュニティバス （江若交通）     | 新旭東循環線：新旭駅     | 315系統                        |
| 高島市コミュニティバス （江若交通）     | 下古賀循環線：新旭駅     | 316系統                        |
| 高島市コミュニティバス （江若交通）     | 新旭南循環線：新旭駅     | 321系統                        |
| 高島市コミュニティバス （大津第一交通） | 風車村線：新旭駅         | デマンドタクシー路線（要予約） |
| 高島市コミュニティバス （大津第一交通） | 新旭・安曇川線：安曇川駅 | デマンドタクシー路線（要予約） |

## 隣の駅
西日本旅客鉄道（JR西日本）
 湖西線
■新快速・■快速・■普通
近江今津駅 (JR-B14) - 新旭駅 (JR-B15) - 安曇川駅 (JR-B16)

### 記事本文
1. 1 2 3 4  『週刊 JR全駅・全車両基地』 02号 大阪駅・神戸駅・鶴橋駅ほか77駅、朝日新聞出版〈週刊朝日百科〉、2012年8月12日、26頁。
2. ↑  「日本国有鉄道公示第90号」『官報』1974年7月5日。
3. ↑  「通報 ●湖西線山科・近江塩津間の開業について（旅客局）」『鉄道公報』日本国有鉄道総裁室文書課、1974年7月5日、3頁。
4. ↑  新旭町誌編さん委員会 編『新旭町誌』新旭町役場、1985年11月3日、714頁。
5. ↑  朝日新聞出版分冊百科編集部 編『週刊 歴史でめぐる鉄道全路線 国鉄・JR』 42号 阪和線・和歌山線・桜井線・湖西線・関西空港線、曽根悟 監修、朝日新聞出版〈週刊朝日百科〉、2010年5月16日、26頁。
6. 1 2  “新旭駅｜構内図：JRおでかけネット”.   西日本旅客鉄道. 2023年1月13日閲覧。
7. ↑   高島市商工観光部 商工振興課: “高島市観光物産プラザ”. くらしの情報.   高島市 (2022年10月3日). 2022年10月8日閲覧。
8. ↑  “高島市 新旭森林スポーツ公園”.   いまづジョイナスクラブ（指定管理者）. 2022年10月8日閲覧。
9. ↑  “新旭駅バスのりば案内図”.   江若交通. 2022年9月3日閲覧。
10. ↑  “新旭地域 バス・乗合タクシー時刻表（高島市コミュニティバス）” (PDF).   高島市 (2023年4月1日). 2023年9月25日閲覧。

### 利用状況
1. 1 2  “移動等円滑化取組報告書（鉄道駅）（令和5年度）”.   西日本旅客鉄道. 2025年3月15日閲覧。
2. ↑  平成4年滋賀県統計書[リンク切れ]
3. ↑  平成5年滋賀県統計書 (PDF)
4. ↑  平成6年滋賀県統計書 (PDF)
5. ↑  平成7年滋賀県統計書 (PDF)
6. ↑  平成8年滋賀県統計書 (PDF)
7. ↑  平成9年滋賀県統計書[リンク切れ]
8. ↑  平成10年滋賀県統計書 (PDF)
9. ↑  平成11年滋賀県統計書 (PDF)
10. ↑  平成12年滋賀県統計書 (PDF)
11. ↑  平成13年滋賀県統計書 (PDF)
12. ↑  平成14年滋賀県統計書 (PDF)
13. ↑  平成15年滋賀県統計書 (PDF)
14. ↑  平成16年滋賀県統計書 (PDF)
15. ↑  平成17年滋賀県統計書 (PDF)
16. ↑  平成18年滋賀県統計書 (PDF)
17. ↑  平成19年滋賀県統計書 (PDF)
18. ↑  平成20年滋賀県統計書 (PDF)
19. ↑  平成21年滋賀県統計書 (PDF)
20. ↑  平成22年滋賀県統計書 (PDF)
21. ↑  平成23年滋賀県統計書 (PDF)
22. ↑  平成24年滋賀県統計書 (PDF)
23. ↑  平成25年滋賀県統計書 (PDF)
24. ↑  平成26年滋賀県統計書 (PDF)
25. ↑  平成27年滋賀県統計書 (PDF)
26. ↑  平成28年滋賀県統計書 (PDF)
27. ↑  平成29年滋賀県統計書 (PDF)
28. ↑  平成30年滋賀県統計書 (PDF)
29. ↑  令和元年滋賀県統計書 (PDF)
30. ↑  令和2年滋賀県統計書 (PDF)
31. ↑  令和3年滋賀県統計書 (PDF)
32. ↑  令和4年滋賀県統計書 (PDF)